# MV阿古斯塔

MV Agusta Logo.

MV AGUSTA（中文名“奧古斯塔”）是一家創立於1945年2月12日的義大利摩托車製造商。

## 歷史及概要

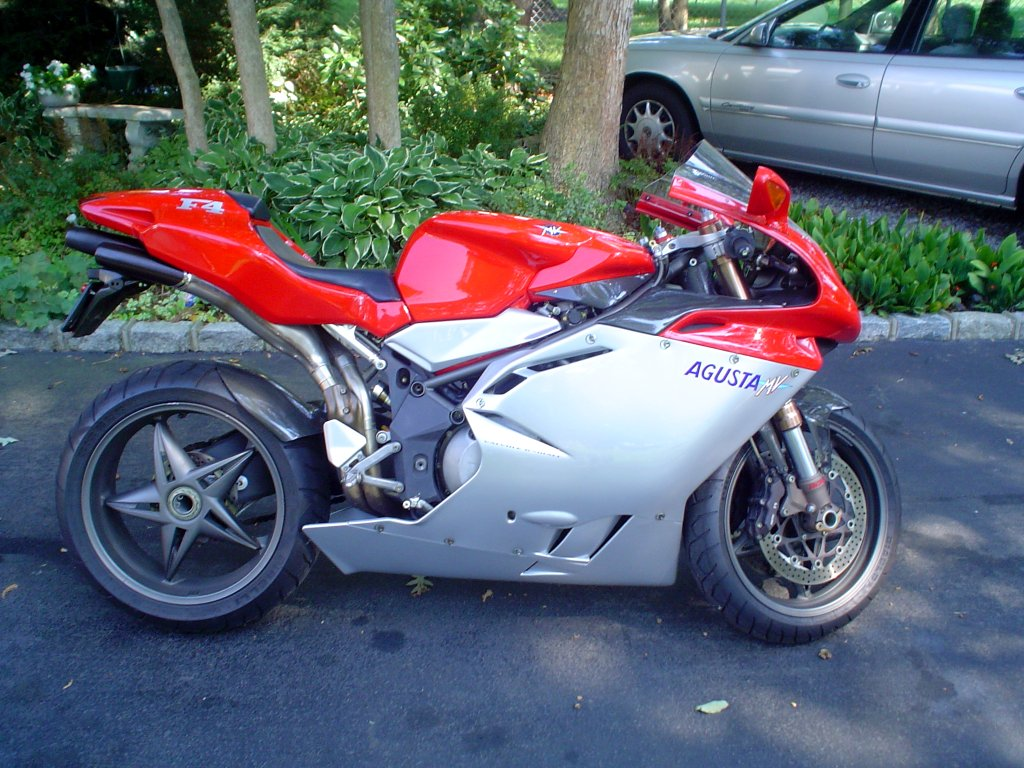
MV Agusta 750S

Count Domenico Agusta在1945年以小排氣量的二行程車起家，創立了 Moto Verg-hera Agusta（簡稱 MV AGUSTA）。
他熱愛賽車，旗下的車手有：John Surtees（四次冠軍）、Gary Hocking、Mike Hailwood（也是四次）、Giacomo Agostini（七次，另外有六次是 350cc 的冠軍）。最後則是由Phil Read（兩次）幫助 MV 達成了 500cc 比賽上，前無古人的十七連霸。但是，在1975年，Read 的四行程車已經無法和二行程車抗衡了。
不幸的是 MV 的招牌選手 Agostini 跳槽到山葉發動機車隊底下，外加上 MV 的創辦者 Count Domenico Agusta 因心臟病發而去世了，MV 財政吃緊，MV後來也生產了像750S這樣的車來度過難關，但是因成本過高，所以到最後也停止生產。1980年，MV 被迫停止營業。
1992年，Cagiva集團的老板Claudio Castiglioni向Agusta 家族買下了 MV 這個名字，並邀請好友，同時也是知名的車輛設計師馬西莫·坦布里尼擔任車廠首席設計師。
1997年，MV AGUSTA發表旗下第一款車輛，由Claudio Castiglioni與Massimo Tamburini共同設計的MV Agusta F4 series，引擎技術來自於法拉利1990-1992的F1賽車引擎。
2006年，超過90%零件手工打造，馬力高達200HP，極速高達315KM/h，全球限量100台，以MV AGUSTA總裁名字縮寫命名的F4 CC，成為當時全球最昂貴的量產車( 10萬歐元/15萬美元 )，也創下台灣進口摩托車的售價紀錄( 728萬台幣 )。
2011年，總裁Claudio Castiglioni病逝於Cagiva與MV AGUSTA的誕生地義大利瓦雷澤，集團事業由兒子Giovanni Castiglioni接任。
2013年，睽違37年，MV AGUSTA首度參與國際賽事：以F3 675跑車參與FIM WSS摩托車錦標賽，車隊名稱為MV Agusta Corse ParkinGO ，年度成績為車手第六名，車廠第四名。
2014年，MV AGUSTA以F4 RR跑車參與世界超級摩托車錦標賽，並更換WSS比賽的贊助商，兩賽事的車隊名稱為MV Agusta RC - Yakhnich Motorsport。2月23日，WSS車隊車手Jules Cluzel於開幕站澳洲Phillip Island Grand Prix Circuit賽道奪得分站冠軍，這是MV AGUSTA自1976年GP500錦標賽的纽博格林赛道後首次拿下國際賽事的分站冠軍。
2014年，德國戴姆勒集團以旗下Mercedes-AMG的名義收購MV AGUSTA Motor S.p.A中25%股份，雙方將在市場銷售與行銷策略上長期合作。
2016年， MV AGUSTA 在3/24宣布，由於財務缺口，且銷售數量不佳而造成的損失不足加上缺乏新的資金，MV AGUSTA 高層管理人員已決定申請破產。此舉也是為了拯救公司的未來，包含商標、工作機會等等。擁有MV AGUSTA 25%股份的AMG 並未表達意見，AMG 本來希望能夠收購夠多的MV AGUSTA 股份來維持公司營運，但被MV AGUSTA 二代CEO Giovanni Castiglioni 拒絕，MV AGUSTA 也因此走上申請破產之路。
2016年，總裁Giovanni Castiglioni在11/18證實，黑海投資集團(Black Ocean Group)已收購MV AGUSTA母集團35%的股權，資金將用來調整MV Agusta Motor S.p.A的資本與運作。
2017年，Mercedes-AMG於7/26宣布解除與MV AGUSTA的合作關係並脫手25%的持股，MV AGUSTA於12/18正式買回AMG持有的25%股權，至此MV AGUSTA與Mercedes-AMG的關係終於畫下了句點。
2018年，總裁Giovanni Castiglioni在5/16宣布與Forward Racing車隊合作，將於2019年參與MotoGP旗下Moto2級別賽事，並會為賽車打造全新車架；這是MV AGUSTA睽違42年後再度回歸GP大獎賽。

## MV AGUSTA 市售車款

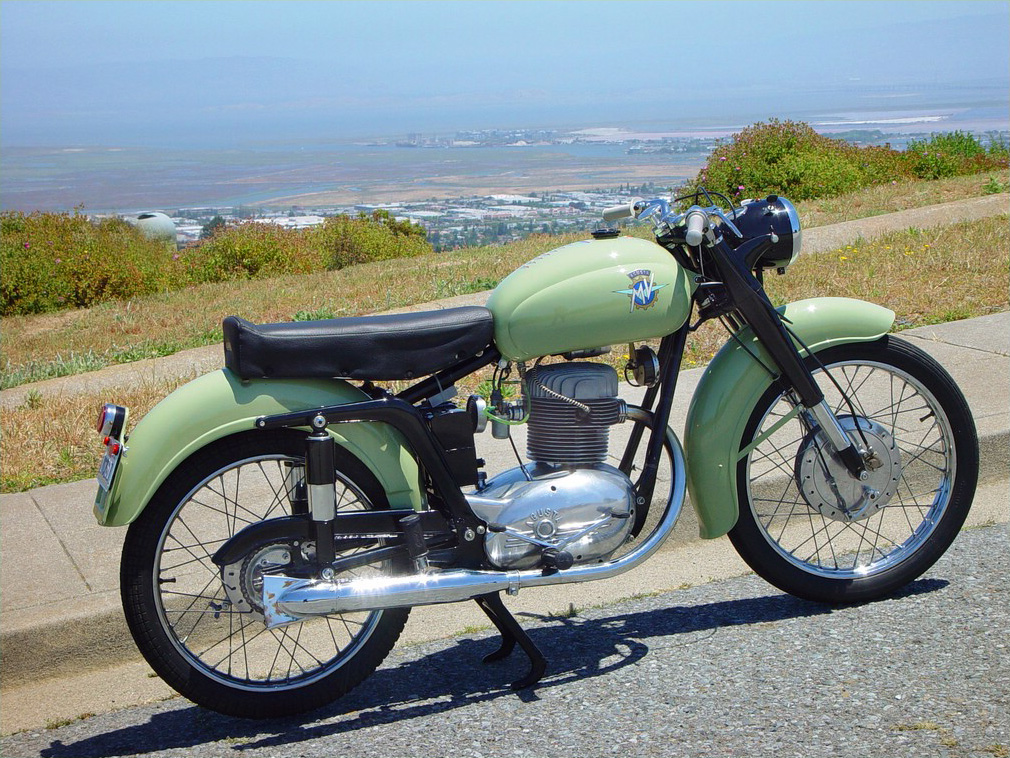
1954 MV Agusta CSTL 175 Turismo Lusso

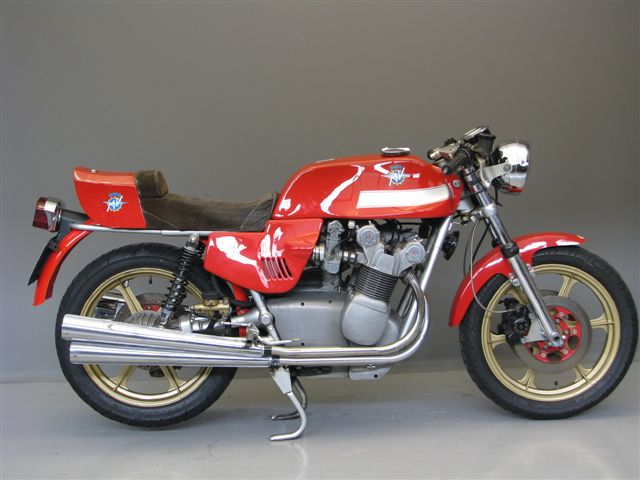
1977 MV Agusta 750 S

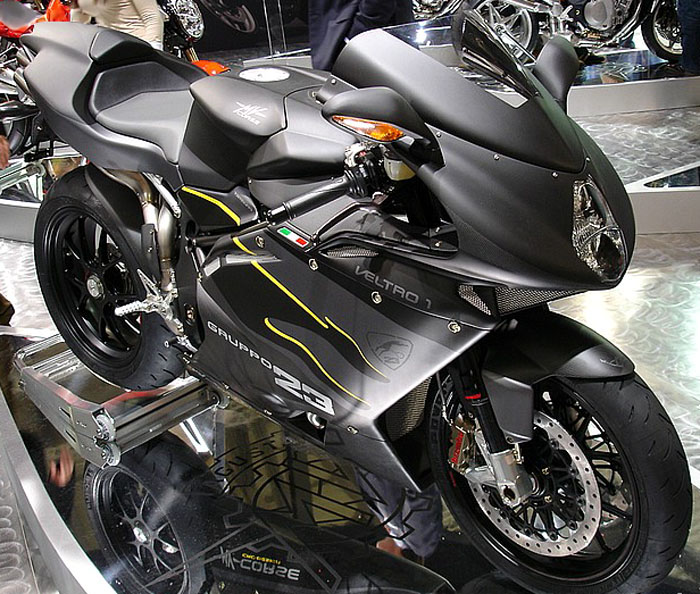
2008 Agusta F4 Veltro

MV AGUSTA目前市售車款於排氣量800c.c以下為並列三缸引擎，1000c.c以上為並列四缸引擎；自1997年起迄今車款均為單搖臂設計。

### 跑車
- F4 1000 RR
- F4 1000 R
- F4 1000
- F3 800
- F3 675

### 街跑車
- Brutale 1090 RR
- Brutale 1090 R
- Brutale 1090
- Brutale 800 RR
- Brutale 800
- Dragster 800 RR
- Dragster 800
- Brutale 675
- Brutale 1000 RR

### 滑胎車
- Rivale 800

### 多功能車
- Turismo Veloce 800
- Stradale 800

### 復古跑車
- SUPERVELOCE 800

## MV AGUSTA歷代車款限量特殊版本

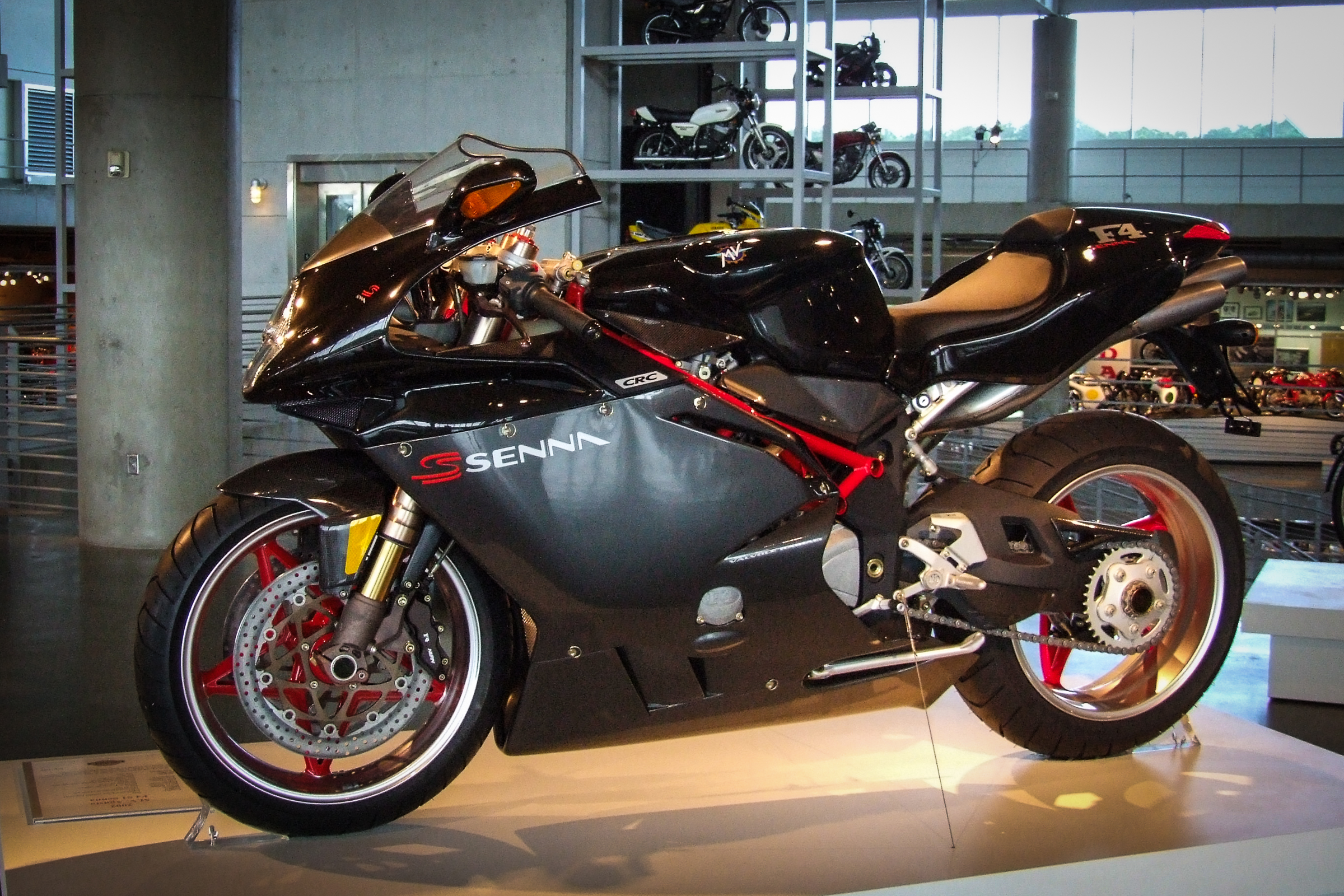
MV Agusta F4 Senna

### 跑車
限量版本
- F4 750 Oro ( 1999，300台 )
- F4 750 Senna ( 2004，300台 )
- F4 750 SPR ( 2004，300台 )
- F4 1000 Ago ( 2005，300台 )
- F4 1000 Tamburini ( 2005，300台 )
- F4 1000 Veltro Strada ( 2006，99台 )
- F4 1000 Veltro Pista ( 2006，23台 )
- F4 1000 CC ( 2006，100台 )
- F4 1000 RC( 2015～2019，250台 )
- F4 1000 LH44 (2017，44台，F1世界冠軍Lewis Hamilton聯名車)
- F4 1000 Claudio (2020，100台 )
- F3 800 Ago ( 2014，300台 )
- F3 800 AMG ( 2015，1台 )
- F3 800 RC( 2016～，250台 )
- F3 675 Series Oro ( 2012，200台 )
- F3 675 RC( 2016～2019，100台 )

特殊版本
- F4 1000 Mamba ( 2005 )
- F4 1000 Corse ( 2005 )
- F4 1000 Frecce Tricolor ( 2011 )

### 街車
限量版本
- Brutale 750 Oro ( 2004，300台 )
- Brutale 750 Gladio ( 2005，300台 )
- Brutale 750 America ( 2005，300台 )
- Brutale 910R Italia (2006，124台，其中24台贈予06年世界杯足球賽義大利冠軍隊員 )
- Brutale 910 Hydrogen (2007，100台 )
- Brutale 910 Wally ( 2008，118台 )
- Brutale 800 Dragster RR LH44 ( 2016，244台，F1世界冠軍Lewis Hamilton聯名車))
- Brutale 800 Dragster RC  ( 2017，350台 )
- RVS#1 ( 2018，100台 )
- Brutale 800 RR LH44 ( 2019，144台，F1世界冠軍Lewis Hamilton聯名車))
- BRUTALE 1000 Serie Oro ( 2020，300台 )
- Rush 1000 ( 2020，300台 )

特殊版本
- Brutale 1090 California ( 2013 )
- Brutale 1090 Corsa ( 2013 )
- Brutale 675 Varese 2012 ( 2012 )
- Brutale 800 Italia ( 2013 )

### 多功能車
限量版本
- Turismo Veloce 800 RC (2017，250台 )

### 滑胎車
特殊版本
- Rivale 800 Urban Camo ( 2014 )

## 外部連結
- MV Agusta Motorcycles SpA 官方網站
- MV Agusta - Wheels Of Italy （页面存档备份，存于）